# رمح

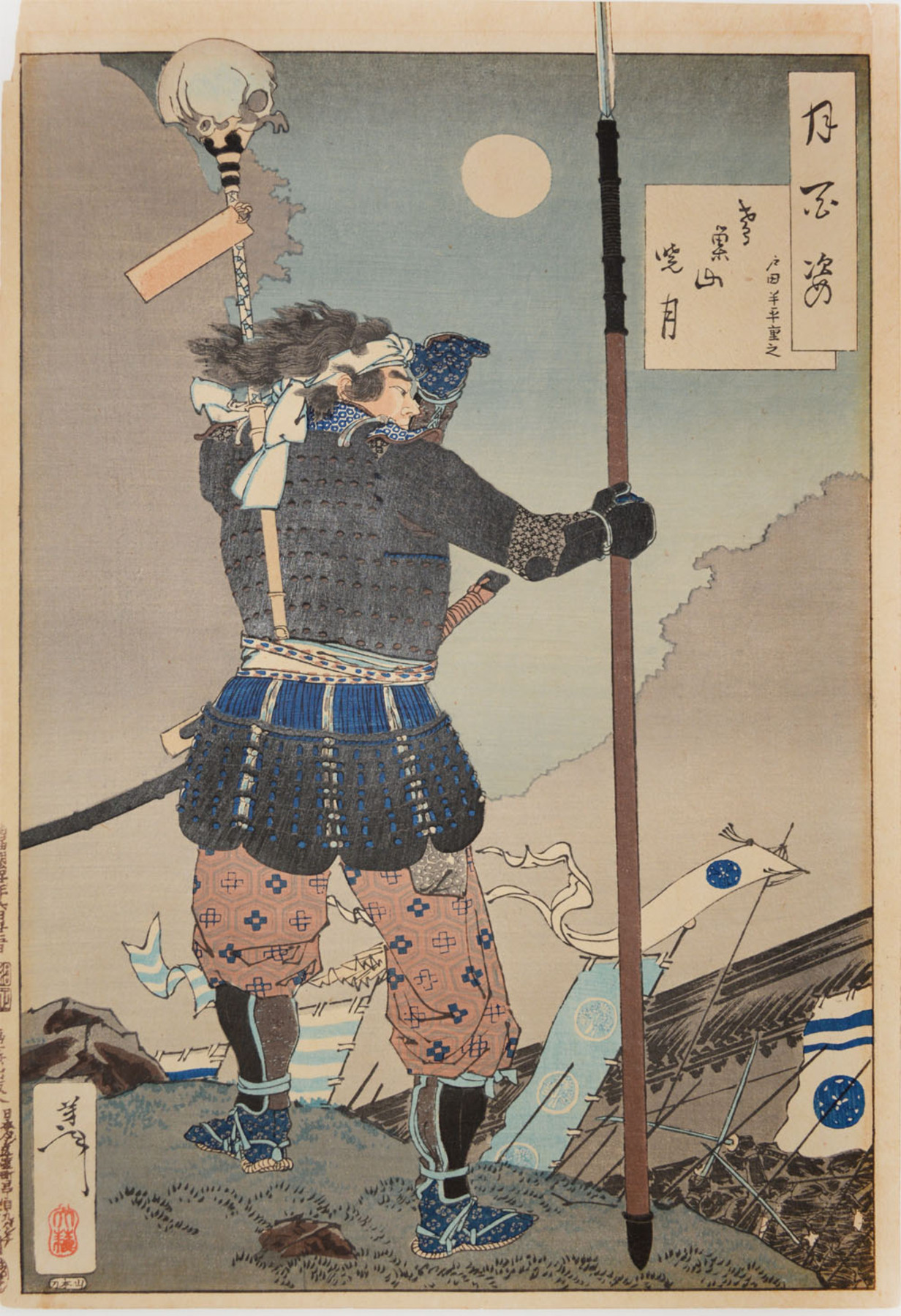
صورة رمح

الرمح هو أداة من أدوات الحرب، وهو عصا خشبية أو معدنية في نهايتها قطعة معدنية مدببة الشكل. وهناك نوع من أنواع الرماح الخشبية التي يمكن حدها بواسطة سكين أو أداة حادة لتصبح رمحاً بدون وضع القطعة الحديدية مثل عصا الخيزران. ولكن أشهر الرماح المصممة للصيد أو القتال في العصور القديمة هي الرماح ذات رأس معدني مثلث الشكل.
يمكن تقسيم الرماح إلى نوعين مختلفين: رماح مصممة للقتال، ورماح مصممة للرمي.

## التاريخ
عرف الرمح منذ قديم الزمان حيث أستخدمه الإنسان القديم في صيد الحيوانات وكان يستخدم الأحجار المدببة يربطها في رأس العصى الطويلة مكوناً بها رمحاً مناسباً.

## الصيد بالرمح
يعد الصيد بالرمح من أشهر طرق الصيد إن لم يكن أشهرها في العصور القديمة والوسطى ويستخدم غالباً لصيد الحيوانات الثديية والأسماك.

## أنواع الرمح
الرماح الخطية هي أشهر أنواع الرماح عند العرب وأجودها، ودائماً ما كان العرب في الجاهلية وبعد الإسلام مايتغنون بالرماح الخطية في أشعارهم. وسميت الرماح الخطية بهذا الاسم نسبة إلى المنطقة التي تصنع بها هذه الرماح وهي الخط. والخط هي الاسم القديم لمدينة القطيف التي تقع شرق المملكة العربية السعودية.

## الرمح في اللغة العربية
الرمح أحد الأسلحة القديمة والأساسية التي أستخدمها العرب قبل وبعد الإسلام، وكان الرمح يلازم السيف في كثير من المواقع ويطلق عليه أيضاً القناة وجمعها قنا وقنى وقنوات. الرمح: جمعه رِمَاح وأرْماح، ورجل رمّاح: صانع للرماح ومتخذ لها وحرفته، والرامح: الحامل له، والرمح سلاح حربّي تقليدي عريق، ويختلف طول الرمح، والطويل منها يسمى المطرح أمّا قصيرها فهو المطرد وهو الذي يستخدم في الصيد عادة. معنى رمح في معجم المعاني الجامع - معجم عربي
رَمَحَ ( فعل ):
رمَحَ يَرمَح ، رَمْحًا ، فهو رامِح ، والمفعول مرموح - للمتعدِّي
رمَح الفَرسُ : ونحوُه عدا وجَرى
رَمَحَ مُنافِسَهُ : طَعَنَهُ بِالرُّمْحِ
رَمَحَ البَعيرُ : ضَرَبَهُ بِرِجْلِهِ
رَمَحَ البَرْقُ : لَمَعَ لَمْعاً خَفيفاً مُتَقارِباً
رَمَحَ الدابَّةُ فلانًا رَمْحًا ، ورِماحًا : رفسته
رَمْح ( اسم ):
رَمْح : مصدر رَمَحَ
رُمح ( اسم ):
الجمع : أَرْماح و رِماح
الرُّمْح من المحراث : الخشَبَة التي يمسك بها الحرّاث والجمع : رِماحٌ ، وأَرماحٌ
كَسَروا بينهم رُمْحًا : وقع بينهم شَرُّ
وهم على بني فلانٍ رمحٌ واحِدٌ : مُتَّحِدُونَ
وأخذت الإبل رماحَها : مَنَعت بحسنها أن تُنحَر
قضيب طويل في رأسه سِنانٌ أو حربَةٌ يُطعَنُ بها